# Lorena Herrera Peñaloza
Claudia Lorena Herrera Peñaloza (La Paz, 8 de abril de 1980) es una abogada, periodista y presentadora de televisión boliviana. Desde 2014 trabaja en la red televisiva Cadena A.

## Biografía
Es hija de José Antonio Herrera Ulloa y de Lourdes Peñaloza Gemio. Hermana de Erwin Marcelo Herrera Peñaloza. Comenzó sus estudios escolares en 1986, saliendo bachiller el año 1997 del Colegio San Ignacio de Loyola de su ciudad natal.
En 1998, ingresó a estudiar la carrera de derecho en la Universidad Católica Boliviana San Pablo de la ciudad de La Paz, graduándose como abogada de profesión el año 2003. Estudio también la carrera de comunicación social en la Universidad San Francisco de Asis graduándose como periodista de profesión el año 2009.
Desde 2009 hasta 2010, Herrera trabajó como presentadora de noticias de la cadena televisiva Bolivisión. En 2014 empezó a trabajar en el canal televisivo "Cadena A" hasta el año 2017.